# Dick le Mair

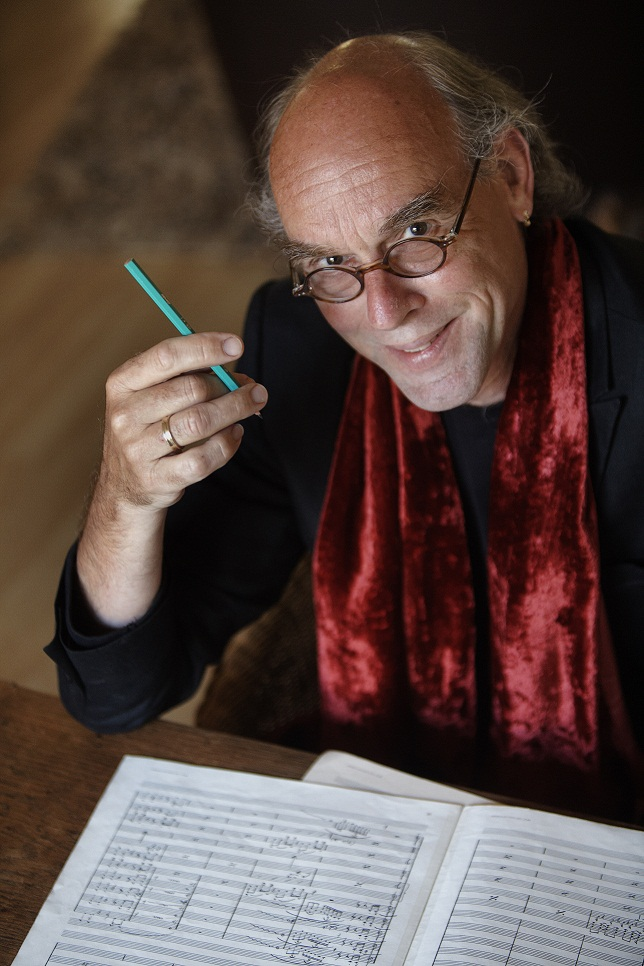
Dick le Mair

Dick le Mair (* 21. Februar 1955 in Den Haag) ist ein niederländischer Komponist, Arrangeur, Musikproduzent und Percussionist.

## Leben und Wirken
Dick le Mair wurde im Jahre 1955 in eine musikalische Familie aus Den Haag geboren. Sein Vater, der als Organist in der Kirche arbeitete, führte ihn bald an die klassische Musik heran. So wuchs Dick mit Bach, Mozart und  Beethoven auf. Nachdem er sich einige Jahre mit dem Klavier beschäftigte, begann ihn als Jugendlicher das Schlagzeug immer mehr zu interessieren. Inspiriert von Bands wie Cream und Pink Floyd begann er schon bald in lokalen Rock-Bands zu spielen. Nach der Schule entschied er sich für ein Schlagzeugstudium am Konservatorium von Rotterdam und schloss mit dem Konzertexamen ab.
In den folgenden Jahren arbeitete der Percussionist Le Mair erfolgreich mit dem Duo Contemporain und gab weltweit zahlreiche Konzerte. Außerdem ist er Gastdozent an den Universitäten von Sydney (Australien) und Caracas (Venezuela). In den Niederlanden arbeitet er vor allem als Komponist und Arrangeur für das Fernsehen und den Rundfunk. 
Ab den späten 1990er Jahren vertieft sich der etablierte Musiker schließlich weiter in seine kompositorische Tätigkeit. Ab 1998 trat Le Mair dann selbst als Solokünstler an die Öffentlichkeit und produzierte für die EMI sein erstes eigenes Album mit dem Titel Over the Ages, auf dem er seinen anspruchsvollen jazzigen und meditativen Sound entwickelt. 
Danach widmet er sich einem außergewöhnlichen Projekt: Er beschrieb musikalisch seine eigene Pilgerfahrt nach Santiago de Compostela. Das aufwendig produzierte Album mit dem Titel Impressions of a Pilgrimage wurde 2004 mit dem Weltbestseller Auf dem Jakobsweg von Paulo Coelho in den Niederlanden erfolgreich verkauft. In der Folge war Le Mair mit Coelho im niederländischen Fernsehen zu sehen und gab viele Konzerte mit seinem Ensemble. Mit den Elementen des gregorianischen Chorals, die er in seinen jazzigen Weltmusik-Sound einbettet und mit großem Chor und Streicherensemble aufnimmt, gelingt dem Komponisten ein Werk mit Tiefe und Eindringlichkeit. 2007 nahm sich das Kölner Label Melodia dem Künstler an und veröffentlicht das Album als 2-CD-Box im Stereo- und DTS-Sound im deutschsprachigen Raum.
Le Mair war 2008 mit seinem Ensemble live in Deutschland auf verschiedenen Musikfestivals zu sehen und hören.

## Alben
- Over the Ages (1998)

EMI, EAN 7243 4950682 4, BEL BIEM
- Du großer Gott-beliebte geistliche Lieder Instrumental (2003)

GerthMusic, EAN 4 029856392660, GEMA
- Tanzend Auferstehen (2006)

RONDO MdT9 - 20069, GEMA
- Impressions of a Pilgrimage 2CD Box STEREO und DTS (2007)

Melodia 07DL002, EAN 4 260153 820023, GEMA

## Producer
- u. a. Zahlreiche Musiken für das niederländische Fernsehen und Radio
- Metropolitan Orchestra Netherlands
  1. Czerny Variations
  2. Kangaroo
  3. As in a Dream
  4. Morning Sunrise
  5. Caldera
  6. Sax o’Clock

- Elly en Rikkert: 30 Jaar Onderweg, Album (1998)
- The New York Spirit: Joy to the world, Album (2002)